# 神劍闖江湖 京都大火篇
神劍闖江湖 京都大火篇（日語：るろうに剣心 京都大火編，Rurouni Kenshin: Kyoto Inferno）是一部由大友啟史执导的日本时代剧動作片，根據日本漫畫家和月伸宏的同名漫畫《浪客劍心 -明治劍客浪漫譚-》改編而成。2014年8月1日在日本上映。
至2015年1月初，該電影在全球的票房收入達5290萬美元。

## 演員
- 緋村劍心 - 佐藤健（中文配音：何志威）
- 神谷薫 - 武井咲（中文配音：馮嘉德）
- 四乃森蒼紫 - 伊勢谷友介（中文配音：梁興昌）
- 相樂左之助 - 青木崇高（中文配音：陳幼文）
- 高荷惠 - 蒼井優（中文配音：傅其慧）
- 瀨田宗次郎 - 神木隆之介[3]（中文配音：李景唐）
- 大久保利通 - 宮澤和史（中文配音：梁興昌）
- 卷町操 - 土屋太鳳
- 明神彌彥 - 大八木凱斗
- 佐渡島方治 - 瀧藤賢一（中文配音：梁興昌）
- 澤下条張 - 三浦涼介（中文配音：李景唐）
- 悠久山安慈 - 丸山智己
- 駒形由美 - 高橋瑪莉潤[4]（中文配音：傅其慧）
- 川路利良 - 小市慢太郎（中文配音：李景唐）
- 高野 - 眞島秀和（中文配音：陳幼文）
- 新井青空 - 渡邊大（中文配音：梁興昌）
- 新井赤空 - 中村達也（中文配音：李景唐）
- 魚沼宇水 - 村田充
- 本条鎌足 - 屋敷紘子
- 刈羽蝙也 - 原勇弥
- 夷腕坊 - 山田崇夫
- 不二 - 山口航太
- 才槌 - 島津健太郎
- 黑尉 - 小久保丈二（中文配音：李景唐）
- 白尉 - 佐藤滋（中文配音：梁興昌）
- 增髪 - 江田結香
- 近江女 - 別府步美
- 新井梓 - 西原亞希
- 新井伊織 - 蓮沼誠希、細川愉樂多
- 三島榮次 - 田端瑛（中文配音：馮嘉德）
- 三島榮一郎 - 淵上泰史（中文配音：陳幼文）
- 翁（柏崎念至） - 田中泯（中文配音：陳幼文）
- 清里明良 - 窪田正孝
- 雪代巴 - 渡邊菜月
- 宝海大空
- 生津徹
- 金原泰成
- 望月章男
- 井上肇
- 坂東工
- 北代高士
- 坂本爽
- 阿部晃介
- 高谷和幸
- 松本實
- 比古清十郎 - 福山雅治[5]
- 齋藤一 - 江口洋介（中文配音：梁興昌）
- 志志雄真實 - 藤原龍也（中文配音：陳幼文）

## 主題曲
- ONE OK ROCK『Mighty Long Fall』

## 與原作的相異點
- 原作大久保利通出現於神谷道場來會見劍心一組，真人電影版中為川路利良帶劍心與左之助到內務廳會見大久保。
- 原作劍心是在大久保被暗殺後的晚上與小薰道別，小薰也一度陷入崩潰，真人電影版中改為當日下午，小薰也沒有露出崩潰。
- 原作劍心在新月村溫泉與尖角決鬥後才和宗次郎決鬥，真人電影版中因沒有尖角，跳過了這個情節。
- 原作三島榮次企圖殺害尖角為家人報仇，被劍心阻止，並說出「死去的人並不希望別人替他們報仇」，真人電影版中則改為三島榮次被村民脅迫要將在村中作惡的志志雄門人殺害而被劍心阻止。
- 原作中劍心在新月村與齋藤相遇的情節沒有出現。
- 原作劍心委託翁找尋兩個人，除了新井赤空外還包括他的師父比古清十郎，而真人電影版中劍心只委託翁找尋新井赤空，而找師父的情節則改為在鐵甲船煉獄後，也不是劍心主動尋找而是被師父所救。
- 四乃森蒼紫和翁（柏崎念至）的決鬥與京都大火事件同時發生。原作中並沒有左之助出現在京都和暴徒打鬥的劇情。
- 原作中左之助遇見十本刀之一的安慈，並被傳授「二重極限」的劇情，以及炸毁煉獄號的情節皆被刪除。
- 與澤下條張爭奪新井赤空最後一把刀的戰鬥中，原作的旁觀者是翁老和小操，真人電影版則是小薰與彌彥。刀狩張在原作中使用的薄刃長刀沒有出現。
- 原作中小薰、彌彥、清十郎與御庭番眾在京都葵屋前和五位十本刀戰鬥的劇情被刪除。電影中不二、夷腕坊皆改成正常人類，五位十本刀最後與宇水留在海灘與警察戰鬥，除了不二被齋藤偷襲而死之外，其他人皆戰敗被逮捕。
- 劍心和宗次郎在新月村的拔刀術對決，宗次郎以拔刀術擊斷劍心的逆刃刀，真人電影版則是以「直砍」擊斷逆刃刀。
- 原作中並沒有宗次郎出現在京都挾持小薰至鐵甲船煉獄上，並被推入海中的劇情。劍心亦非為了救小薰，自船上跳海漂流至岸被比古清十郎撿回去習得奧義，而是特意前去尋找師傅。

## 改編小說
- 神劍闖江湖 RUROUNI KENSHIN 京都大火篇原作：和月伸宏/小說：SOW/腳本：藤井清美、大友啟史

| 冊數 | 集英社       | 集英社                 | 東立出版社    | 東立出版社             |
| 冊數 | 發售日期     | ISBN                   | 發售日期      | ISBN                   |
| ---- | ------------ | ---------------------- | ------------- | ---------------------- |
| 全   | 2014年8月4日 | ISBN 978-4-08-703326-7 | 2016年8月22日 | ISBN 978-986-470-708-9 |